# Середник
Середник — деревня в Кадуйском районе Вологодской области.
Входит в состав сельского поселения Семизерье (до 2015 года входила в Мазское сельское поселение), с точки зрения административно-территориального деления — в Мазский сельсовет.
Деревня Середник была зарегистрирована постановлением губернатора области 9 августа 2001 года.